# In parole povere
In parole povere è il primo album del cantautore italiano Joe Barbieri, pubblicato nel 2004.
Il disco, arrivato dopo un periodo di apprendistato alla corte di Pino Daniele, coincide con la fondazione da parte dell'artista di una propria casa discografica, la Microcosmo Dischi. Alla pubblicazione italiana, datata 28 ottobre 2004, faranno seguito tre anni dopo quella in Giappone (con la label Omagatoki), quella in Germania, Austria e Svizzera (Le Pop) e quelle in Belgio, San Marino, Paesi Bassi, Grecia, Portogallo, Stati Uniti e Canada.
Alle registrazioni prende parte anche l'artista Mario Venuti, che duetta nel brano Pura ambra.
Il 28 ottobre 2024, nel ventennale della sua prima pubblicazione, viene rilasciata una versione celebrativa su LP.

## Tracce
Le tracce che compongono l'album sono le seguenti:
1. In questo preciso momento - 3:49 (Giuseppe Barbieri)
2. Leggera - 3:55 (Giuseppe Barbieri)
3. È già sabato - 3:13 (Giuseppe Barbieri)
4. Stella di prima grandezza - 4:34 (Giuseppe Barbieri)
5. Pura ambra - 4:16 (Giuseppe Barbieri) con Mario Venuti
6. Sia - 3:58 (Giuseppe Barbieri)
7. Sono una grondaia - 3:25 (Giuseppe Barbieri)
8. Microcosmo - 3:46 (Giuseppe Barbieri)
9. Io che amo solo te - 3:24 (Sergio Endrigo)
10. In una stanza indifferenza - 3:09 (Giuseppe Barbieri)
11. La nuda verità - 3:37 (Giuseppe Barbieri)

## Premi e riconoscimenti
Succedendo alla cantante di fado Mariza, In parole povere viene eletto disco dell'anno per il 2007 dal mensile tedesco Cd-Kritik.